# کریس داوز
کریس داوز (انگلیسی: Chris Dawes؛ زادهٔ ۳۱ مهٔ ۱۹۷۴) یک بازیکن فوتبال اهل جامائیکا است.